# L'Aveu (film, 1957)
Pour les articles homonymes, voir L'Aveu (homonymie).
Pour plus de détails, voir Fiche technique et Distribution.
L'Aveu, également connu sous le titre L'Enquête privée (titre original : Hidden Fear), est un film américano-danois réalisé par André de Toth, sorti en 1957.

## Fiche technique
- Titre français : L'Aveu ou L'Enquête privée[1]
- Titre original : Hidden Fear[2]
- Réalisation : André de Toth
- Scénario : André de Toth et John Hawkins
- Direction artistique : Erik Aaes
- Musique : Hans Schreiber
- Pays de production :  États-Unis -  Danemark
- Format : Noir et blanc - 1,85:1
- Genre : Film noir
- Durée : 80 minutes
- Date de sortie : 
  - Danemark : 10 juin 1957
  - États-Unis : juillet 1957
  - Belgique : 31 janvier 1958
  - France : 19 septembre 1958

## Distribution
- John Payne : Mike Brent
- Alexander Knox : Hartman
- Conrad Nagel : Arthur Miller
- Natalie Norwick (en) : Susan Brent
- Anne Neyland : Virginia Kelly
- Kjeld Jacobsen (en) : Lieutenant Egon Knudsen
- Paul Erling : Gibbs
- Marianne Schleiss : Helga Hartman
- Mogens Brandt (en) : Lund
- Knud Rex (en) : Jacobsen
- Elsie Albiin (en) : Inga
- Buster Larsen (en) : Hans Ericksen
- Preben Mahrt (en) : Détective danois
- Kjeld Petersen (en) : Jensen